# Ashtat Yeztayar

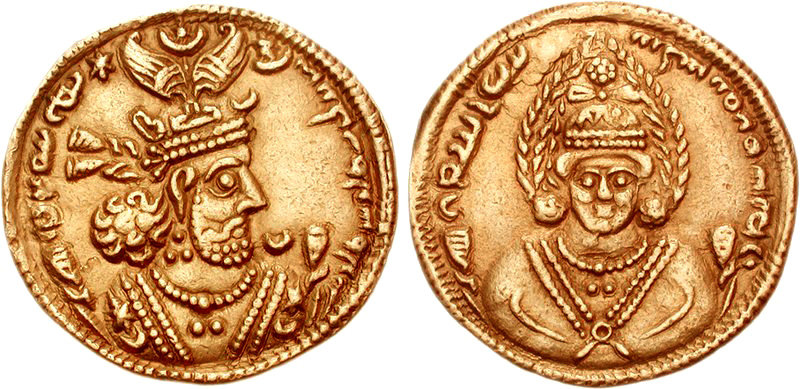
Dinar de oro de Cosroes II (monarca sasánida del 591 al 628).

Ashtat Yeztayar fue un militar sasánida de comienzos del siglo VII que destacó en el reinado del rey Cosroes II (que reinó del 590 al 628). Yeztayar aparece por primera vez en las fuentes en el año decimoctavo del reinado de Cosroes (el 606/607 o el 607/608), cuando se lo nombró jefe del ejército sasánida que iba a invadir la Armenia bizantina, en sustitución de Senitam Cosroes. Durante la invasión, se afirma que lo acompañaba Teodosio, hijo del difunto emperador bizantino Mauricio, que había reinado del 582 al 602.
La primera batalla de Yeztayar en Armenia se libró en Bassiana, y en ella venció a un ejército bizantino, que luego persiguió hasta Satala. Desde allí marchó luego hacia Teodosiópolis, que le abrió sus puertas gracias a la presencia en sus filas de Teodosio. Seguidamente, se apoderó de varias ciudades armenias como Citarizo, Satala, Nicópolis y Apastias. A continuación desaparece de las fuentes. Se sabe, pese a todo, que en el 607/608 su mando pasó a Shahin Vahmanzadegan.